# Paula Rem
Paula Rem (Osijek, 1995.) hrvatska književnica, komunikologinja i judaistica.

## Životopis
Rođena je u obitelji književnika i sveučilišnog profesora dr. sc. Gorana Rema i kroatistice/knjižničarke Slađane Rem. Pripada "trećoj generaciji spisateljske dinastije Rem". Djed Vladimir Rem bio je hrvatski pjesnik, esejist, književni kritičar i povjesničar. U Osijeku je završila osnovnu školu i gimnaziju. Prve su joj dvije knjige 2012. godine praćene stipendijom ASSIST-a (American Secondary Schools for International Students and Teachers) te provodi jednu godinu u američkoj privatnoj školi Asheville School. Studira preddiplomski i diplomski studij komunikologije i mediologije (2014. – 2019.) te judaistike i hebrejskog jezika (2015. – 2021.) na Bečkom sveučilištu. Dvije godine radi kao studentska asistentica za svjetski referiranog profesora komunikologije dr. Homera Gil de Zunigu i tutorica je za predmet "Medijske i komunikacijske teorije".  U Osijeku održava radionice hebrejskog jezika u sklopu Kreativne riznice. Za razvojnu aktivnost tijekom studija judaistike pohađa stipendije Erasmus+ i Non-EU Student Exchange te provodi jednu godinu studirajući na Hebrejskom sveučilištu u Jeruzalemu. Doktorski je kandidat za oba studija.

## Umjetnost
Kao sedmogodišnjakinja sudjelovala je u pisanju scenarija za kazališnu predstavu oca Gorana Rema, "Pobunu junakinja", a njezina kratka priča bila je otiskana na pamfletima za najavu predstave.
Konceptualna je suautorica zbirke Gorana Rema "Ja sam Saga – Pauline pjesme u prozi". 2017. godine, Goran Rem je obradio, redukcijom i sintezom, četrdeset Paulinih priča kao dio zajedničkog ready-made projekta, za knjigu "Ja sam Saga – Pauline pjesme u prozi". Objava knjige je medijski popraćena. U originalnoj formi ti su tekstovi integralno objavljeni kao "Zlatna hrvatska mladež" tek šest mjeseci kasnije, poigravajući se čitateljevom percepcijom vremena. Knjige su predstavljene na zajedničkoj promociji, gdje su sudjelovali izdavači Branko Čegec i Ivan Trojan, urednica Sanja Jukić i kritičar Igor Gajin.
Paula Rem i Goran Rem osnivači su međunarodnog multimedijskog projekta "Intimacy" u kojem sudjeluje više od dvadeset renomiranih hrvatskih i inozemnih umjetnika. Američki glazbenik James Gardner, nakon prijevoda Ksenije Mitrović, uglazbio je Remov "Intimacy Tryptich", koji se sastoji od pjesama "It is", "Keep in Touch" i "Not the Pain" uz Paulinu vokalnu izvedbu. U tom će procesualnom projektu dvadesetak multimedijskih umjetnika snimiti svoje video-spotove ili remikse pjesama. Za potrebe video-uradaka, koje potpisuju Milan Živković i Zoran Tolj, Paula je glumila likove iz filmova The Matrix, Nebo nad Berlinom i "Blade Runner" uz umjetnika Ivana Faktora. Međunarodni projekt "Intimacy" pod pokroviteljstvom Muzeja likovnih umjetnosti Osijek, naišao je na koncentriranu medijsku recepciju.

## Neformalno obrazovanje
Na Političkoj akademiji Friedrich Ebert Stiftunga "Novo društvo" (2013., 2014., 2015.) Paula Rem honorarno je držala predavanja o kejnzijanskoj ekonomiji i političkoj teoriji. Na službenoj stranici Političke akademije objavljivala je eseje o političkim i ekonomskim pitanjima. Sudjelovala je na seminaru Politika ženama (2013.) i Ljetnoj školi politike (2013.) gdje je diskutirala političke teme sa stručnjacima politologije, ekonomije, filozofije, te s tadašnjim premijerom i ministrima. 2015. godine, predstavljala je Hrvatsku,uz Branka Kolarića, na međunarodnoj političkoj akademiji Nacionalnog demokratskog instituta u Sarajevu. Na globalnoj Virtualnoj FES političkoj akademiji 2020., Paula Rem je primila stipendiju za političku akademiju UN-a u New Yorku kao jedna od predstavnica Europske unije, no program je odgođen zbog COVID-a.

### Fikcija
- Četiri dimenzije pobune (2009.) (roman). Graffiti, Vinkovci.
- Put u nepoznato (2010.) (zbirka priča). Svjetla grada, Osijek.
- Bitka za moj Vukovar (2011.), priča objavljena u: Poetika buke. antologija slavonske ratne proze.
- Kad bi drveće hodalo (2011.), priča objavljena na web-stranici 2. Gimnazije Osijek.
- Povratak Linije Jelachycz ili: gdje je nestao Matt Smith (2015.), fragment iz neobjavljenog romana, objavljen u: Književna revija, 55 / 3.
- Zlatna hrvatska mladež – izabrane priče (2016.), fragment objavljen u: Književna revija, 56 / 3-4.
- Ja sam Saga – Pauline pjesme u prozi (2017.) Meandar Media, Zagreb.
- Zlatna hrvatska mladež (2017.) (zbirka priča). Matica hrvatska Osijek / Meandar Media, Osijek.
- Transkript dida Vladinih šetnja. (2018.), priča objavljena u: "Vladimir Rem, lirske minijature". Ogranak DHK slavonsko-baranjsko-srijemski, Osijek.
- Zombi na respiratoru (2019.), fragment iz neobjavljenog romana, objavljen u: Književna revija, 59 / 2-3.
- U ime kapitala (roman). Meandar Media, u pripremi.

### Eseji
- Errinert euch an die Zeit? (2011.), esej i fotografija.
- Peanut Butter Hamburger is a Result of Economic Process (2013), objavljen u: Ashnoca, Asheville, North Carolina.
- Od inicijala do individue (2013), objavljen u: Monografiji 2. Gimnazije Osijek.
- Knjižnica Asheville School (2014.), objavljen u: Knjižničarstvo.
- Osobno smo slobodni služiti Tržištu (2013.)
- Vaterpolo za košarkaše (2013.)
- Dvorac od kamata (2013.)
- Zombi na respiratoru (2013.)
- Jedan sat povijesti u osječkoj gimnaziji (2013.)
- Dva put se ne šalju tenkovi na djelatnike! (2013.)
- Tako im i treba! (2013.)
- "Socijalistički" neoliberalizam?
- Lijeni siromasi i razmaženi socijalisti (2013.)
- Oktroirana demokracija (2013.)
- Naš put do revolucije (2013).
- Revolucija umjesto integracije (2013.)
- Hrvatska c. o. o. (2013.)
- Pravo na instituciju opresije (2013.)
- Balibar, financijski kapitalizam i Europska komisija (2014.)

## Galerija
- Paula Rem s ocem Goranom i djedom Vladimirom, 2009.
- Četiri dimenzije pobune u Gradskoj knjižnici i čitaonici Vinkovci, 2009. Na fotografiji: Dragica Dragun, Paula Rem, izdavač Vladimir Bakarić
- Zlatna hrvatska mladež i Ja sam Saga u Klubu knjižare Nova 2017. Na fotografiji: Goran Rem, Branko Čegec, Paula Rem, Sanja Jukić, Ivan Trojan, Igor Gajin
- Snimanje video-spota za pjesmu "Keep in Touch" 2019. referirajući film Nebo nad Berlinom. U ulozi anđela: Paula Rem; u ulozi pjesnika Homera: multimedijski umjetnik Ivan Faktor, u ulozi čitatelja: kustos Valentina Radoš, kustos Daniel Zec i Benjamin Rem.